# Yang Hyun-mo
Yang Hyun-mo est un lutteur sud-coréen spécialiste de la lutte gréco-romaine né le 23 mars 1971.

## Biographie
Lors des Jeux olympiques d'été de 1996 se tenant à Atlanta, il remporte la médaille d'argent en combattant dans la catégorie des -82 kg.